# Bopyrophryxus branchiabdominalis
Bopyrophryxus branchiabdominalis är en kräftdjursart som beskrevs av Radu Codreanu 1965. Bopyrophryxus branchiabdominalis ingår i släktet Bopyrophryxus och familjen Bopyridae. Inga underarter finns listade i Catalogue of Life.